# 3539 Weimar
3539 Weimar (1967 GF1) là một tiểu hành tinh vành đai chính được phát hiện ngày 11 tháng 4 năm 1967 bởi F. Borngen ở Tautenburg.